# Convergencia por Extremadura
Convergencia por Extremadura (CEX) es una organización política española de ámbito extremeño creado en 2010.
Entre sus fundadores están destacados miembros del PSOE, como el exalcalde de Villanueva de la Serena y diputado regional y provincial del PSOE Francisco García Ramos, Juan Francisco Luis Martín o Javier Caso Iglesias, sindicalista y fundador de Iniciativa Socialista de Extremadura, así como unos 80 exmilitantes del PSOE. Entre los motivos para este abandono esgrimieron el descontento con el presidente de la Junta de Extremadura Guillermo Fernández Vara y el presidente del Gobierno José Luis Rodríguez Zapatero. Asimismo se mostraron abiertos a alcanzar pactos con Izquierda Unida de cara a las elecciones autonómicas de 2011. Antonio Vélez sin embargo anunció que se presentaría a la alcaldía de Mérida por SIEX, al margen de CEX.
En 2010 mostraron su apoyo a la plataforma Espacio Plural y en 2012 se adhirieron a Izquierda Abierta.
En las elecciones a la Asamblea de Extremadura de 2011 apoyaron la candidatura de Izquierda Unida-Verdes-Socialistas Independientes de Extremadura (IU-V-SIEX).[cita requerida]
- En el año 2015 se integran en Coalición Extremeña conformada por:
  - Partido Regionalista Extremeño (PREx)
  - Convergencia Regionalista de Extremadura (CREx)
  - Convergencia por Extremadura (CEX)
  - Independientes por Extremadura (IPEX)

- Se presentaron dentro de la coalición a las Elecciones a la Asamblea de Extremadura de 2019:
  - Unidas por Extremadura (Podemos-IU-Extremeños-Equo)
    - Podemos
    - Izquierda Unida
    - Coalición Extremeña
    - Equo